# ドラ魂KING
『ドラ魂KING』（ドラだまキング）は、CBCラジオで放送されていたラジオ番組。
2017年度に毎週金曜日に放送された『ドラ魂KING 川上憲伸 KK SPECIAL』や後述の特番についても、このページで記載する。

## 概要
プロ野球オフシーズンに放送される、最新のドラゴンズ情報、選手の声やなつかしの名場面、様々なジャンルのスポーツ情報、リスナー参加のクイズ、最新から懐かしの音楽などを詰め込んだ「最強のドラゴンズ応援番組」である。
ジングルはパーソナリティが「最強のドラゴンズ応援番組 CBCラジオ ドラ魂KING」とコールしたものである。BGMはテーマ曲と同じである。「ドラ魂笑タイム」のコーナーでは、担当の戸井が「最強のネタ職人応援ラジオ ドラ魂KING」とコールしたものとなる。テーマ曲はブライアン・セッツァー・オーケストラの『PENNSYLVANIA 6-5000』。
毎年2月の春季キャンプ期間中は、戸井康成とチアドラゴンズを除くメンバーが沖縄へ移動し、選手宿泊地のホテルに設けた特設スタジオから放送していた。
2016年度までの放送時間は18:00 - 20:00であったが、2017年度より放送時間が18:00 - 19:00に変更された。
また、2017年度のみ放送日が火曜日から木曜日となり、金曜日は『ドラ魂KING 川上憲伸 KK SPECIAL』というタイトルで2017年10月6日より放送開始され、MCは戸井康成と、前年度までレギュラーゲストだったCBC野球解説者の川上憲伸が担当した。
2017年12月までのメインパーソナリティはCBCアナウンサーの久野誠が担当していたが、久野の定年退職に伴い、2018年1月から3月の放送はCBCアナウンサーの高田寛之が担当した。
尚、2017年12月12日放送分では星野仙一が生放送で出演。星野はこの3週間後（2018年1月4日）に死去したため、これが生前最後の肉声となった。
2018年度は日替わりでCBCスポーツアナウンサーがパーソナリティを担当、そのメンバーが引き続き『ドラ魂キング』でも同じ曜日でパーソナリティを務める。

## 放送期間
- 2012年度：2012年10月2日 - 2013年3月28日
- 2013年度：2013年10月2日 - 2014年3月27日
- 2014年度：2014年9月30日 - 2015年3月26日
- 2015年度：2015年9月29日 - 2016年3月24日
- 2016年度：2016年9月27日 - 2017年3月29日
- 2017年度：2017年10月3日 - 2018年3月29日

（『ドラ魂KING 川上憲伸 KK SPECIAL』は2017年10月6日 - 2018年3月23日）
- 2018年度：2018年10月2日 - 2019年3月28日

## 放送時間
- 2016年度まで

毎週火曜日 - 金曜日 18:00 - 20:00（JST）
- 2017年度

ドラ魂KING
毎週火曜日 - 木曜日 18:00 - 19:00（JST）
ドラ魂KING 川上憲伸 KK SPECIAL
毎週金曜日 18:00 - 19:00（JST）
- 2018年度

毎週火曜日 - 金曜日 18:00 - 19:00（JST）

## パーソナリティー 、レギュラーゲスト

### 2012年度
- 久野誠[3]（火曜日 - 金曜日） - メインパーソナリティ
- 宮部和裕[3]（火曜日 - 木曜日、ドラ番記者兼務）
- 高田寛之[3]（金曜日、ドラ番記者兼務）

### 2013年度
- 久野誠（火曜日 - 金曜日） - メインパーソナリティ
- 戸井康成（火曜日 - 金曜日） - 「お茶の間代表プロ野球ファン」[4]の肩書きで出演。エンタメコーナーの「ドラ魂笑タイム」ではメインとなる。
- ドラ番記者 - 当日のドラゴンズの取材を担当する。全編に出演するため事実上サブパーソナリティである。

宮部和裕（火曜日）
江田亮（水曜日）
西村俊仁（木曜日）
高田寛之（金曜日）

### 2014年度
- 久野誠（火曜日 - 金曜日） - メインパーソナリティ
- 戸井康成（火曜日 - 金曜日）
- ドラ番リポーター - 2013年度と同じ。

江田亮（火曜日）
西村俊仁（水曜日）
宮部和裕（木曜日）
高田寛之（金曜日）

### 2015年度
- 久野誠（火曜日 - 金曜日） - メインパーソナリティ
- 戸井康成（火曜日 - 金曜日）
- ドラ番リポーター

江田亮（火曜日）
若狭敬一（水曜日）
宮部和裕（木曜日）
高田寛之（金曜日）

### 2016年度
- 久野誠（火曜日 - 金曜日） - メインパーソナリティ
- 戸井康成（火曜日 - 金曜日）
- レギュラーゲスト、木曜、川上憲伸 元中日ドラゴンズ選手。
- ドラ番リポーター - 本年度は担当曜日を固定せずランダムに担当する。

高田寛之
宮部和裕
西村俊仁
江田亮
若狭敬一

### 2017年度
- 久野誠（火曜日 - 木曜日） - メインパーソナリティ。2017年12月29日の年末スペシャルを以って定年退職の為勇退。
- 高田寛之（火曜日 - 木曜日）- 2018年1月9日より久野の後任でメインパーソナリティに就任、2017年12月末までは毎週木曜日にドラ番リポーターを担当
- 戸井康成（金曜日） - メインパーソナリティ
- 川上憲伸（金曜日） - メインパーソナリティ。CBC野球解説者、元中日ドラゴンズ選手。
- ドラ番リポーター - 本年度は担当曜日制が復活。

西村俊仁（火曜日）
若狭敬一（水曜日）
江田亮（木曜日） - 2018年1月11日より。
宮部和裕（金曜日）

### 2018年度
2018年度は番組開始以来初めてCBCアナウンサーが日替わりでパーソナリティを務める形になり解説者も原則曜日固定になる。
- パーソナリティ

高田寛之（火曜日）
宮部和裕（水曜日）
西村俊仁（木曜日）
若狭敬一（金曜日）
- CBC野球解説者

彦野利勝（火曜日）
牛島和彦・川上憲伸（水曜日）
小松辰雄（木曜日）
- コメンテーター

戸井康成（金曜日）
- ドラ番リポーター - 今年度はスポーツアナウンサー（パーソナリティ4名に加え、江田亮・榊原悠介・光山雄一朗）がランダムに担当する。パーソナリティが別曜日に担当する場合や江田亮が務めた回もある。

## チアドラゴンズメンバー
前年度放送の『宮部和裕のドラゴンズEXPRESS』に続き、チアドラゴンズ2012のメンバーが交替で出演。2012年10月 - 12月と2013年1月 - 3月で出演メンバーが入れ替わっている。2014年度のメンバーも併せて記載する。
- 【火】杉浦りほ（2012年10月2日 - 12月25日）/新川由香里（2013年1月7日 - 3月26日・古田真緒（2014年10月 - 12月）/加藤優衣（2015年1月 - 3月） 藤井里奈（2015年9月 - 12月）、（2016年9月 - ） 力武麗奈（2015年12月 - 3月）
- 【水】太田みなみ（2012年10月3日 - 12月26日）/塩見佳奈（2013年1月8日 - 3月27日）・若泉茉甫（2014年10月 - 12月）/瀧戸美有（2015年1月 - 3月）、（2015年12月 - 3月） 藤倉麻衣（2016年1月 - 3月） 荒井なつり（2016年9月 - ）
- 【木】早川真央（2012年10月4日 - 12月27日）/加藤由衣（2013年1月9日 - 3月28日）・力武麗奈（2014年10月 - 12月）/荒井なつり（2015年1月 - 3月）若泉茉甫（2015年9月 - 12月） 宮囿薫乃（2016年1月 - 3月） 向井沙苗（2016年9月 - ）
- 【金】小木曽由真（2012年10月5日 - 12月28日）/本多里香（2013年1月10日 - 3月22日）・土屋絵梨香（2014年10月 - 12月）/小菅ゆかり（2015年1月 - 3月）向井沙苗（2015年9月 - 12月） 武市祐依（2016年1月 - 3月）

加藤以外の7人は『ドラゴンズEXPRESS』から引き続いての出演。太田と小木曽の第1回出演はいずれも当日にナゴヤドームで試合が行われた関係で電話出演となった。また、2013年のプロ野球開幕が3月29日（金曜日）となったため、本多の最後の出演は他のメンバーより1週早くなった。さらに前半に出演した4人は2013年の当番組の元日特番に揃って出演した。
なお、上記メンバーのうち、杉浦、小木曽、加藤、本多はチアドラゴンズ2013のメンバーでもある。以後2018年度まで同様の体制で毎回のレギュラー出演が続いた。

## タイムテーブル
2012年版
- 18:00 オープニング
- 18:05 中日新聞ニュース
- 18:10 ドラ番リポート（提供：積和不動産中部）
- 18:20 プレミアム･ドラゴンズ（日替わりで高木守道監督のインタビューや井端弘和の電話出演など。井端の電話コーナーは『久野誠のドラゴンズワールド』からCBCシーズンオフ番組で続いていたが、2012年シーズンで終了した。その後巨人に移籍）
- 18:30 交通情報
- 18:34 ドラゴンズファクトリー
- 18:35 ドラゴンズ・スペシャル（提供：オーギヤ）
- 18:45 快適生活ラジオショッピング
- 18:50 ドラゴンズ・クラシックス（2013年と趣旨は同じだが、OB選手を取り上げていた）
- 19:03 中日新聞ニュース
- 19:05 交通情報
- 19:10 タマスポヘッドライン
- 19:20 エンタメ・ドラゴンズ
- 19:25 どらうたでJOIN US!
- 19:40 中スポ増田の明日の一面
- 19:50 チアドラインフォメーション
- 19:57 エンディング

2013年版
- 18:00 オープニング
- 18:05 中日新聞ニュース - その日のドラ番記者が担当する
- 18:10 ドラ番リポート - その日のドラゴンズの情報をレポートする（提供：積和不動産中部）
- 18:20 ドラゴンズファクトリー - 曜日ごとのテーマに沿って考察する
- 18:30 交通情報
- 18:30 プレミアム･ドラゴンズ - 水曜日は昨年までの井端弘和に代わり大野雄大・平田良介が週替りで電話出演する。
- 18:35 ドラゴンズ・スペシャル（提供：オーギヤ 連続野球私小説山崎武司編）
- 18:45 快適生活ラジオショッピング
- 18:50 ドラゴンズ・クラシックス - 毎回ドラゴンズの選手を1名取り上げ、その足跡を紹介したのち、その選手のイメージにあったオールディーズの名曲を久野が選曲しオンエア。2013年度は現役選手が対象だが、時期によっては中日で選手経験のないコーチ陣も紹介した。
- 19:00 おさらいドラゴンズ - 18時台のドラ番リポートのおさらい（トピックスが多い場合は、ここで追加情報を加える場合もある）
- 19:03 中日新聞ニュース - その日の夜勤アナウンサーが担当する
- 19:05 交通情報
- 19:10 ドラ魂笑タイム - エンタメコーナー。戸井が担当する。
  - 19:10 エンタメ・ドラゴンズ
  - 19:25 どらネタ笑劇場
- 19:35 タマスポヘッドライン
- 19:40 中スポ増田の明日の一面 - 中日スポーツ報道部長の増田護が電話出演し、翌日の中日スポーツの紙面紹介をする。増田が出演できない場合はスタジオメンバーが予想する。
- 19:50 チアドラインフォメーション
- 19:57 エンディング

2014年版
- 18:00 オープニング
- 18:05 中日新聞ニュース（提供：喜多の湯）- その日のドラ番記者が担当するが、西村はスポーツ部所属なので、代わりにスポーツアナウンサーが担当する。ドラ番記者が取材などで電話出演の場合、久野が担当する。
- 18:10 ドラ番リポート（提供：積和不動産中部）
- 18:20 ドラゴンズファクトリー - 水曜日は昨年に引き続き大野雄大・平田良介が週替りで電話出演する。
- 18:30 交通情報
- 18:35 ドラゴンズ・クラシックス
- 18:45 快適生活ラジオショッピング
- 18:50 ドラゴンズ・スペシャル - 毎回ドラゴンズの過去の名場面を紹介し、その選手のイメージにあった昭和歌謡の名曲を久野が選曲しオンエア。名場面は平成時代のものの場合があるが、その場合はその選手の生まれた年、もしくはドラフト指名年などで昭和の曲を対象としている。
- 19:00 おさらいドラゴンズ
- 19:03 中日新聞ニュース - その日の夜勤アナウンサーが担当する。
- 19:05 交通情報
- 19:20 ドラ魂笑タイム - エンタメコーナー。戸井が担当する。
  - 19:20 エンタメ・ドラゴンズ
  - 19:30 どらネタ笑劇場
- 19:40 タマスポヘッドライン - スポーツニュース。その日のドラ番記者が担当する。
- 19:45 チアドラインフォメーション
- 19:50 エンディング

2015年版
- 18:00 オープニング
- 18:05 中日新聞ニュース
- 18:10 ドラ番リポート（提供：積和不動産中部）
- 18:20 ドラゴンズファクトリー
- 18:30 交通情報
- 18:35 ドラゴンズ・クラシックス（提供：三重銀行）
- 18:45 快適生活ラジオショッピング
- 18:50 おさらいドラゴンズ
- 19:03 中日新聞ニュース
- 19:05 交通情報
- 19:20 ドラ魂笑タイム - エンタメコーナー。戸井が担当する。
  - 19:20 エンタメ・ドラゴンズ
  - 19:30 どらネタ笑劇場 - ネタコーナー
- 19:45 タマスポヘッドライン - スポーツニュース。その日のドラ番記者が担当する。
- 19:50 チアドラインフォメーション
- 19:55 エンディング

2016年版
- 18:00 オープニング
- 18:05 中日新聞ニュース
- 18:10 ドラ番リポート（提供：積和不動産中部）
- 18:20 ドラゴンズファクトリー
- 18:30 交通情報
- 18:35 ドラゴンズスペシャル
- 18:40 ドラゴンズ・クラシックス（提供：三重銀行）
- 18:45 快適生活ラジオショッピング
- 18:50 おさらいドラゴンズ
- 19:00 中日新聞ニュース
- 19:03 交通情報
- 19:05 タマスポヘッドライン - スポーツニュース。その日のドラ番記者が担当する。
- 19:25 ドラ魂笑タイム - エンタメコーナー。戸井が担当する。
  - 19:25 エンタメ・ドラゴンズ
  - 19:35 どらネタ笑劇場 - ネタコーナー
- 19:45 チアドラインフォメーション
- 19:50 チアドラソング
- 19:55 エンディング

2017年版（火曜日〜木曜日）
- 18:00 オープニング
- 18:05 中日新聞ニュース
- 18:10 ドラ番リポート（提供：積和不動産中部）
- 18:20 ドラゴンズファクトリー（提供：司法書士法人中央新宿事務所）
- 18:30 交通情報
- 18:35 ドラゴンズスペシャル（提供：永田や仏壇店）
- 18:40 ドラゴンズ・クラシックス（提供：三重銀行）
- 18:45 快適生活ラジオショッピング
- 18:50 おさらいドラゴンズ（提供：みどり館）
- 18:55 チアドラインフォメーション
- 18:57 エンディング

2017年版（ドラ魂KING 川上憲伸 KK SPECIAL）
- 18:00 オープニング
- 18:08 中日新聞ニュース
- 18:11 ドラ番リポート（提供：積和不動産中部）
- 18:21 ドラゴンズファクトリー（提供：司法書士法人中央新宿事務所）
- 18:31 交通情報
- 18:32 ドラゴンズスペシャル（提供：和牛焼肉 勢）
- 18:40 ドラゴンズ・クラシックス（提供：三重銀行）
- 18:47 快適生活ラジオショッピング
- 18:52 おさらいドラゴンズ（提供：タツミホーム）
- 18:55 チアドラインフォメーション
- 18:57 エンディング

2018年版
- 18:00 オープニング
- 18:05 中日新聞ニュース（提供：中北薬品）
- 18:10 ドラ番リポート（提供：積和不動産中部）
- 18:20 ドラゴンズファクトリー
- 18:30 交通情報
- 18:35 ドラゴンズスペシャル（提供：永田や仏壇店、火曜日）
- 18:40 ドラゴンズ・クラシックス（提供：三重銀行）
- 18:45 快適生活ラジオショッピング
- 18:51 おさらいドラゴンズ（提供：みどり館、火、木曜日 タツミホーム、水、金曜日）
- 18:55 チアドラインフォメーション
- 18:57 エンディング

## 特別番組
- 新春スペシャルは、2013年は1月1日 7:00 - 16:30、2014年は1月3日 15:00 - 17:00に放送。
- 年末スペシャルは、2015年は12月29日 18:00 - 21:30、2016年は12月29日 18:00 - 21:45、2017年は12月29日 18:00 - 21:00に放送。